# 388
Cette page concerne l'année 388  du calendrier julien. Pour l'année 388 av. J.-C., voir 388 av. J.-C. Pour le nombre 388, voir 388 (nombre).
L'année 388 est une année bissextile qui commence un samedi.

## Événements
- 19 janvier :  Théodose Ier célèbre ses decennalia[1].
- 14 juin : Théodose est à Stobi en Macédoine[2].
- Juillet-août : Théodose Ier intervient en Italie. Battu à Siscia et à Poetovio, fait prisonnier à Aquilée, Maxime est décapité le 28 août. Valentinien II débarque en Sicile puis à Ostie. Il recouvre ses États ainsi que ceux du défunt Gratien[3].
- 1er août[2] : Des chrétiens incendient une synagogue et des moines détruisent une chapelle de gnostiques valentiniens, à Callinicum, près d'Édesse. Ambroise proteste quand l'empereur Théodose veut obliger l'évêque de la ville à reconstruire la synagogue et à punir les moines[4].
- 16 août : Vahram IV monte sur le trône de Perse[5]
- Septembre : Flavius Victor, fils de Maxime, est tué à Trèves par Arbogast[6].
- 22 septembre : Théodose publie à Aquilée une loi qui réduit à leur premier état les hommes élevés aux honneurs par le tyran Maxime[7].
- 10 octobre : Théodose publie à Milan une loi qui abolit les actes de Maxime[7].
- Les rois francs Genobaud, Marcomer et Sunno passent le Rhin pour piller la région de Cologne. Les généraux de Maxime Quintinus et Nannienus interviennent et parviennent à les chasser. Quintinus passe la rive droite du fleuve mais est tué avec la plupart de ses hommes dans une embuscade près de Neuss[3].

## Décès en 388
- 28 août : Maxime empereur romain usurpateur[3].

- Bauto, général romain.
- Flavius Victor, usurpateur romain.
- Shapur III, roi sassanide de Perse.
- Thémistios, philosophe et rhéteur, à Constantinople (né en 317). Directeur de l’université de Constantinople, ami de l'empereur Julien, précepteur d’Arcadius, il joua un grand rôle politique (sénateur et proconsul). Auteur de Paraphrases sur Aristote et du Discours.